# Ray Noble (músico)
Ray Noble (17 de diciembre de 1903-3 de abril de 1978) fue un líder de banda, compositor, arreglista y actor de nacionalidad británica.  

## Biografía
Nacido en Brighton, Inglaterra, Noble estudió música en la Royal Academy of Music, llegando a ser líder de la banda del sello discográfico HMV en 1929. En la banda, conocida como la New Mayfair Dance Orchestra, actuaban miembros de muchas de las principales orquestas de la época, destacando el vocalista Al Bowlly.
Las grabaciones de Bowlly y Noble llegaron a hacerse populares en los Estados Unidos. Sin embargo, los sindicatos vetaron la llegada de músicos británicos a los Estados Unidos, motivo por el cual Noble acordó con Glenn Miller el contrato de músicos americanos. Glenn Miller tocaba el trombón en la orquesta de Ray Noble cuando ésta interpretaba la composición de Glenn Miller "Dese Dem Dose" como parte del popurrí "Dese Dem Dose/An Hour Ago This Minute/Solitude" tocado durante una actuación en el Rainbow Room en 1935. La banda American Ray Noble tuvo unas exitosas actuaciones en el Rainbow Room de Nueva York, siendo Bowlly el principal vocalista.
Bowlly volvió a Inglaterra, pero Noble siguió en Estados Unidos liderando bandas, iniciando una carrera como actor en la que se dedicó al retrato de estereotipados idiotas ingleses de la clase alta. Sus últimos grandes éxitos como líder de banda le llegaron trabajando junto al cantante estadounidense Buddy Clark a finales de la década de 1940.
Ray Noble escribió tanto la música como la letra de muchas canciones que consiguieron la popularidad, entre ellas "Love Is The Sweetest Thing", "Cherokee", "The Touch of Your Lips", "I Hadn't Anyone Till You" y "The Very Thought Of You". En 1934 escribió "Midnight, the Stars and You" que fue cantada por Bowlly y hecha célebre en 1980 porque incluida por Stanley Kubrick en la película El resplandor (The Shining). También fue uno de los compositores de "Goodnight, Sweetheart" (número 1 en U.S.A. con la interpretación de Guy Lombardo), "Turkish Delight" y "By the Fireside". La composición de Ray Noble "You're So Desirable" fue grabada por Billie Holiday y Teddy Wilson, y por Robert Palmer en 1990.
Ray Noble fue también arreglista de otros muchos éxitos de los años treinta, como fue el caso de "Easy to Love" (1936), "Mad About the Boy" (1932) o "Paris in the Spring" (1935). 
Noble tocaba el piano, aunque rara vez lo hacía con su orquesta. Aunque no era cantante, Noble intervino en dos de sus grabaciones más famosas, "Top Hat" (1935) y "Slumming on Park Avenue" (1937).
Además, Noble dio música a muchos shows radiofónicos, como el de Edgar Bergen y los de George Burns y Gracie Allen, interviniendo en algunos de sus filmes, como fue el caso de Here We Go Again (1942, con Bergen) y A Damsel in Distress (1937, con Burns y Allen). 
Ray Noble falleció en 1978 en Londres, Inglaterra, a causa de un cáncer. 
En 1987 Ray Noble entró a formar parte del Salón de la Fama de las Big Band y Jazz, y en 1996 hizo lo propio con el Salón de la Fama de los Compositores.

## Éxitos números 1
Ray Noble tuvo varios números 1 en las listas de éxitos estadounidenses en la década de 1930:
1. Love is the Sweetest Thing, 1933, n.º 1 durante 5 semanas;
2. Old Spinning Wheel, 1934, n.º 1 durante 3 semanas;
3. The Very Thought of You, 1934, n.º 1 durante 5 semanas;
4. Isle of Capri, 1935, n.º 1 durante 7 semanas;
5. Let's Swing It, 1935, n.º 1 durante 2 semanas; y,
6. Paris in the Spring, 1935, n.º 1 durante 1 semana.